# Surinaamse parlementsverkiezingen 1932
De Surinaamse parlementsverkiezingen in 1932 vonden plaats rond maart van dat jaar. 
Er konden vier leden voor de Koloniale Staten gekozen worden in verband met het periodiek aftreden van E. Snellen, F.P. Schuitemaker, Ph.A. Samson  en D.J.B. Simons. De laatste twee hadden zich herkiesbaar gesteld.
| Kandidaat           | Stemmen | resultaat |
| ------------------- | ------- | --------- |
| D.J.B. Simons       | 465     | gekozen   |
| mr. J.C. de Miranda | 338     | gekozen   |
| Ph.A. Samson        | 323     | gekozen   |
| dr. J.W. del Prado  | 322     | gekozen   |
| G.E. Brunings       | 217     | x         |

Bij deze verkiezingen mochten alleen mannen die aan bepaalde voorwaarden voldeden (censuskiesrecht) stemmen. Bij de eerste ronde waren er 556 geldig uitgebrachte stembiljetten waarbij een kiezer voor meer dan een kandidaat kon stemmen. Er waren 4 zetels te verdelen en om in de eerste ronde gekozen te kunnen worden had een kandidaat de stem nodig van meer dan de helft van de geldig uitgebrachte stembiljetten (minstens 279 stemmen). Precies vier kandidaten voldeden aan die voorwaarde zodat er geen tweede ronde nodig was.
Na deze verkiezingen had de Koloniale Staten de volgende dertien leden:
| Naam                | Gepland jaar van aftreding | Bijzonderheden                                 |
| ------------------- | -------------------------- | ---------------------------------------------- |
| J.C. Brons          | 1936                       | voorzitter                                     |
| Ph.A. Samson        | 1938                       | vicevoorzitter                                 |
| A.A. Dragten        | 1934                       | in 1932 opgestapt en vervangen door G.Ph. Zaal |
| W. Kraan            | 1934                       |                                                |
| P.A. May            | 1934                       | in 1932 opgevolgd door K.J. van Erpecum        |
| H.G.W. de Miranda   | 1934                       |                                                |
| A.G. Putscher       | 1934                       |                                                |
| C.R. Biswamitre     | 1936                       |                                                |
| dr. C.W. Naar       | 1936                       |                                                |
| S.J. Samuels        | 1936                       | in 1933 overleden en opgevolgd door P.A. May   |
| mr. J.C. de Miranda | 1938                       |                                                |
| dr. J.W. del Prado  | 1938                       |                                                |
| D.J.B. Simons       | 1938                       |                                                |